# Delahaye VLR
Delahaye VLR – samochód terenowy, produkowany przez przedsiębiorstwo branży motoryzacyjnej Delahaye.

## Historia modelu
Firma pokładała nadzieję w lekkim wojskowym pojeździe terenowym, oznakowanym jako Type 182, a lepiej znany jako V.L.R. (Vehicule Leger de Reconnaissance - Lekki Pojazd Zwiadowczy). Pierwsze szkice powstały pod koniec lat czterdziestych i jesienią 1950 roku. Po dwu i pół roku udoskonalania pojazdu efekt prac przedstawiono komisji wojskowej podczas testów w Saumur. Wojskowi byli w zasadzie usatysfakcjonowani, zażądali jednak konstrukcji nieco prostszej. Minister obrony chcąc pomóc firmie, zamówił 4000 sztuk V.L.R. Publiczna prezentacja wozu miała miejsce podczas rajdu Rally Mediterranee - Le Cap, na przełomie lat 1950/51. Jednakże V.L.R. nie wywarł zbyt dobrego wrażenia na klientach i w późniejszym okresie, w sektorze cywilnym kupiło go zaledwie kilka osób.
Pojazd ten wyposażony był w 4-cyl. silnik OHV o poj. 1995 cm³ (63 KM przy 3800 obr./min.) z aluminiowym korpusem. Miał 4-stopniową skrzynię biegów i dwustopniową przekładnią pomocniczą, blokadami mechanizmów różnicowych, RWD lub AWD i hamulcami bębnowymi.
Jego produkcję zakończono w 1953 roku, ponieważ nie spełniał wszystkich wymogów klientów. Delahaye wyprodukowała w sumie 9630 sztuk modelu V.L.R.